# Ahn Sahng-hong
Ahn Sahng-hong hay An Sang Hồng (tiếng Hàn Quốc: 안상홍; chữ Hán: 安商洪; âm Hán Việt: An Thương Hồng), 13 tháng 1 năm 1918 - 25 tháng 2 năm 1985, là một mục sư Cơ Đốc Hàn Quốc, người sáng lập ra Hội Thánh của Đức Chúa Trời Nhân Chứng  Jesus.
Ngay sau cái chết của ông năm 1985, Hội Thánh của Đức Chúa Trời Nhân Chứng Jesus bị phân tách thành hai hội thánh mới, Hội Thánh của Đức Chúa Trời Giao Ước Mới Lễ Vượt Qua NCPCOG (New Covenant Passover Church of God) và Hội Thánh của Đức Chúa Trời Hiệp hội Truyền giáo Tin Lành Thế giới WMSCOG (World Mission Society Church of God). Cả hai hội thánh đều nhận Ahn Sahng-hong là người sáng lập. Tuy nhiên Hội Thánh Giao Ước Mới Lễ Vượt Qua gọi ông là người truyền giáo, trong khi Hội Thánh Hiệp hội Truyền giáo Tin Lành Thế giới gọi ông là Đức Chúa Trời Cha.

## Tiểu sử

### Tuổi thơ
Ahn Sahng-hong sinh ra trong gia đình có cha mẹ là Phật tử  tại làng quê nhỏ Myeongdeok-ri ở tỉnh Bắc Jeolla, khi Hàn Quốc nằm dưới sự thống trị của Nhật Bản. Gia đình ông chuyển tới Busan, và ông lớn lên tại quận Haeundae, nơi mà sau này ông thành lập hội thánh của mình.

### Cải đạo thành Cơ Đốc giáo
Từ 1939, trong suốt thời gian chiến tranh Trung-Nhật lần hai và thế chiến thứ hai, Ahn Sahng-hong cùng mẹ sống tại Nhật Bản. Sau 9 năm, khi chiến tranh kết thúc, ông quay lại Hàn Quốc và bắt đầu tham gia giáo đoàn của Giáo hội Cơ Đốc Phục Lâm (the Seventh-day Adventist Church) tại Incheon từ năm 1947 . Năm 1948, ông từ bỏ niềm tin Phật giáo và chịu phép Báp-têm của Giáo hội Cơ Đốc Phục Lâm . Ông tuyên bố mình đã nhận được mặc khải vào năm 1953. Ngày 5/4/1958, ông kết hôn cùng Hwang Wonsun (1923–2008), và có được ba người con.

### Thành lập hội thánh
Ahn Sahng-hong bắt đầu chỉ trích giáo lý của Giáo hội Cơ Đốc Phục Lâm. Ông cùng 23 người đã từ bỏ giáo hội, và sau đó 2 năm, ông thành lập Hội Thánh của Đức Chúa Trời vào ngày 28/4/1964 tại Busan . Hội thánh đã mở rộng được 13 giáo đoàn tại Hàn Quốc khi ông qua đời vào năm 1985 .

### Niềm tin và quan điểm tôn giáo
Giáo lý niềm tin của Ahn Sahng-hong được nêu trong hơn 20 cuốn sách của ông. Những cuốn sách này cùng bản chép tay hay bài giảng của ông hiện đã được công bố online . Ahn Sahng-hong chủ trương khôi phục lại những giáo lý của Hội thánh sơ khai mà theo ông đã bị bóp méo, như :
1. Phụ nữ nên mang khăn trùm đầu lúc cầu nguyện.
2. Báp-têm là bước đầu tiên để hướng tới sự cứu rỗi.
3. Ngày Sabát nên được cử hành vào ngày thứ bảy, thay vì chủ nhật.
4. Lễ Giáng Sinh không nên là ngày mừng Chúa Jesus ra đời, bởi vì đó là ngày lễ của thần Mặt Trời.
5. Thánh Giá là một hình tượng và không nên thờ lạy.
6. Nên giữ gìn Lễ Vượt Qua và Lễ Bánh Không Men.
7. và các ngày lễ khác được nêu trong sách Lê-vi Ký chương 23: Lễ Trái Đầu Mùa (Lễ Phục Sinh), Lễ Ngũ Tuần, Lễ Kèn Thổi, Lễ Chuộc Tội, Lễ Lều Tạm.

#### Quan điểm về ngày tận thế
Trong cuốn sách Tai ương sau cùng và ấn của Đức Chúa Trời chương 1, ông ghi chép rằng ngày tận thế sẽ đến bất ngờ vào ngày không ngờ đến.
Mathiơ 24:37-39 “Trong đời Nôê thể nào, khi Con Người đến cũng thể ấy. Vì trong những ngày trước nước lụt, người ta ăn, uống, cưới, gả như thường cho đến ngày Nôê vào tàu, – và người ta không ngờ chi hết cho đến khi nước lụt tới mà đùa đem đi hết thảy, – khi Con Người đến cũng như vậy.”
Khi sứ đồ Phaolô viết thư cho thánh đồ tại thành Têsalônica thì chép như sau:
I Têsalônica 5:1-3 “Hỡi anh em, về thời và kỳ, thì không cần viết cho anh em; vì chính anh em biết rõ lắm rằng ngày của Chúa sẽ đến như kẻ trộm trong ban đêm vậy. Khi người ta sẽ nói rằng: Bình hòa và yên ổn, thì tai họa thình lình vụt đến, như sự đau đớn xảy đến cho người đàn bà có nghén, và người ta chắc không tránh khỏi đâu.”, về thời và kỳ này, sứ đồ Phierơ đã tiên tri rằng:
II Phierơ 3:6-7 “Thế gian bấy giờ cũng bị hủy phá như vậy, là bị chìm đắm bởi nước lụt. Nhưng trời đất thời bây giờ cũng là bởi lời ấy mà còn lại, và để dành cho lửa; lửa sẽ đốt nó đi trong ngày phán xét và hủy phá kẻ ác.”
II Phierơ 3:10-13 “Song le, ngày của Chúa sẽ đến như kẻ trộm. Bấy giờ các từng trời sẽ có tiếng vang rầm mà qua đi, các thể chất bị đốt mà tiêu tán, đất cùng mọi công trình trên nó đều sẽ bị đốt cháy cả. Vì mọi vật đó phải tiêu tán thì anh em đáng nên thánh và tin kính trong mọi sự ăn ở của mình là dường nào, trong khi chờ đợi trông mong cho ngày Ðức Chúa Trời mau đến, là ngày các từng trời sẽ bị đốt mà tiêu tán, các thể chất sẽ bị thiêu mà tan chảy đi! Vả, theo lời hứa của Chúa, chúng ta chờ đợi trời mới đất mới, là nơi sự công bình ăn ở.”, còn sứ đồ Giăng đã mô tả về cảnh tai vạ sau cùng giáng xuống như sau:
Khải Huyền 16:17-21 “Vị thiên sứ thứ bảy trút bát mình trong không khí, thì có tiếng lớn trong đền thờ vang ra, từ ngôi đến mà phán rằng: Xong rồi! Liền có chớp nhoáng, tiếng rầm, sấm vang và động đất dữ dội, động đất lớn lắm đến nỗi từ khi có loài người trên đất chưa hề có như vậy. Thành phố lớn bị chia ra làm ba phần, còn các thành của các dân ngoại đều đổ xuống, và Ðức Chúa Trời nhớ đến Babylôn lớn đặng cho nó uống chén rượu thạnh nộ Ngài. Mọi đảo đều ẩn trốn, các núi chẳng còn thấy nữa.”
Và, trong sách Kinh Thánh Cựu Ước có câu được chép như sau:
Sôphôni 1:14-18 “Ngày lớn của Ðức Giêhôva đã gần, đã gần rồi; nó đến rất kíp. Ngày của Ðức Giêhôva có tiếng động; bấy giờ người mạnh dạn sẽ kêu khóc đắng cay. Ngày ấy là ngày thạnh nộ, ngày hoạn nạn và buồn rầu, ngày hủy phá và hoang vu, ngày tối tăm và mờ mịt, ngày mây và sương mù, ngày mà tiếng kèn và tiếng báo giặc nghịch cùng các thành bền vững và các tháp cao góc thành. Ta sẽ đem sự hoạn nạn trên loài người, chúng nó sẽ đi như kẻ mù, vì đã phạm tội nghịch cùng Ðức Giêhôva; máu chúng nó sẽ đổ ra như bụi, và thịt như phân. Hoặc bạc hoặc vàng của chúng nó, đều không có thể giải cứu chúng nó trong ngày thạnh nộ của Ðức Giêhôva; nhưng cả đất này sẽ bị lửa ghen Ngài thiêu nuốt, vì Ngài sẽ diệt hết dân cư đất này cách thình lình.”

Malachi 4:1-3 “Vì nầy, ngày đến, cháy như lò lửa. Mọi kẻ kiêu ngạo, mọi kẻ làm sự gian ác sẽ như rơm cỏ; Ðức Giêhôva vạn quân phán: Ngày ấy đến, thiêu đốt chúng nó, chẳng để lại cho chúng nó hoặc rễ hoặc nhành. Nhưng về phần các ngươi là kẻ kính sợ danh ta, thì mặt trời công bình sẽ mọc lên cho, trong cánh nó có sự chữa bịnh; các ngươi sẽ đi ra và nhảy nhót như bò tơ của chuồng. Các ngươi sẽ giày đạp những kẻ ác, vì trong ngày ta làm, chúng nó sẽ như là tro dưới bàn chân các ngươi, Ðức Giêhôva vạn quân phán vậy.”

#### Quan điểm về Đức Chúa Trời Mẹ
Năm 1978, một nhóm tín đồ của Hội Thánh của Đức Chúa Trời Nhân Chứng Jesus cùng tín đồ nữ Um Sooin  (sinh năm 1941) thông qua một loạt sách diễn giải Kinh Thánh tuyên bố rằng Um Sooin là "tân nương duy nhất", "Giêrusalem trên cao", "thành thánh Giêrusalem mới dưới mặt đất", hay là "đấng an ủi được gửi xuống bởi Đức Chúa Trời", và bà là "Mẹ của chúng ta xuống từ Nước Thiên Đàng trên cao", và Ahn Sahng-hong là Đấng Christ . Um Sooin cùng những người ủng hộ gọi bà là Mẹ phần linh hồn, và đã bị khai trừ khỏi Hội thánh . Ahn Sahng-hong đã viết cuốn sách Vấn đề với thành thánh Giêrusalem mới, tân nương và khăm trùm đầu của phụ nữ (Problems with the New Jerusalem, the Bride and Women's Veils 1980, tái bản 1983) để giải quyết vấn đề tranh cãi này, trong đó ông viết:
Ahn Sahng-hong, Vấn đề với thành thánh Giêrusalem mới, tân nương và khăm trùm đầu của phụ nữ, 1980 & 1983

Ahn Sahng-hong kết luận phần chỉ trích Um Sooin:
"Một phụ nữ nên học cách im lặng và tuân phục đầy đủ, tôi không cho phép phụ nữ dạy dỗ hay ban sự thừa nhận quyền hành của một người đàn ông, cô ấy phải im lặng, vì Adam đã được hình thành trước, sau mới tới Êva, và Adam không phải là người bị lừa dối; là người phụ nữ bị lừa dối và trở thành tội nhân. "[1 Ti-mô-thê 2: 11-14]
Ahn Sahng-hong, Vấn đề với thành thánh Giêrusalem mới, tân nương và khăm trùm đầu của phụ nữ, 1980 & 1983
Sau đó, ông làm chứng rằng người phụ nữ tên là Zahng Gil Jah là Đức Chúa Trời Mẹ vào năm 1984.

### Qua đời
Sau cơn đau tim giữa bữa ăn trưa ngày 24/2/1985, Ahn Sahng-hong đột quỵ trên đường tới viện và qua đời ngày 25/2/1985, tại bệnh viện Catholic Maryknoll , quận Jung District, thành phố Busan . Ông thọ 67 tuổi.
Ahn Sahng-hong được an táng tại nghĩa trang công cộng Seokgye Cemetery , cách Busan 30 kilômét về phía bắc. Trên bia mộ của ông ghi: "Nơi an nghỉ của đấng tiên tri Elijah Ahn Sahng-hong" .

## Di sản
Cái chết đột ngột của Ahn Sahng-hong gây ra một sự hỗn loạn lớn. Đa số các tín đồ tin theo "Đức Chúa Trời Mẹ" được hiện ra dưới người phụ nữ 41 tuổi Jang Gil-jah (sinh năm 1943). Còn lại, một số tín đồ không tin vào "Đức Chúa Trời Mẹ" lập ra hội thánh mới Hội Thánh của Đức Chúa Trời Giao Ước Mới Lễ Vượt Qua.

### Hội Thánh của Đức Chúa Trời Hiệp Hội truyền giáo Tin Lành Thế giới
Hội Thánh của Đức Chúa Trời (tiếng Anh: Church of God) là một tổ chức tôn giáo Cơ Đốc giáo được thành lập tại Hàn Quốc năm 1964 bởi Ahn Sahng-hong, người được tín đồ tôn kính là Đấng Christ Tái Lâm. Tổ chức này có đặc điểm giáo lý nổi bật là niềm tin vào cả Đức Chúa Trời Cha và Đức Chúa Trời Mẹ, dựa trên các đoạn Kinh Thánh như Mathiơ 6:9 và Galati 4:26. Họ tuân thủ các nghi lễ của giao ước mới như ngày Sa-bát và Lễ Vượt Qua, tự nhận là người kế thừa Hội Thánh sơ khai do Đức Chúa Jêsus thành lập. Trong khoảng nửa thế kỷ, tổ chức này tuyên bố đã phát triển với quy mô 3,92 triệu tín đồ tại 175 quốc gia với hơn 7.800 địa điểm thờ phượng. Họ đề cao giá trị gia đình, coi trọng hòa bình xã hội và thực hiện các hoạt động phục vụ cộng đồng với mục tiêu lan truyền thông điệp cứu rỗi đến mọi người không phân biệt quốc gia, chủng tộc, giới tính, ngôn ngữ hay văn hóa.
Tuyên bố của hội thánh Ahn Sahng-hong là Chúa Giê-su tái lâm, và từ đó ủng hộ cho lập luận khác rằng ông đã đề xuất Zahng Gil-jah là Cô dâu của Chiên Con. Lập luận trung tâm của hội thành là ông đã hoàn thành một lời tiên tri về vua David bằng việc truyền đạo 37 năm, tính từ khi chịu phép rửa tội 16/12/1948 cho đến khi ông qua đời vào 25/2/1985, khoảng thời gian thực tế kéo dài 37 năm.

### Hội Thánh của Đức Chúa Trời Giao Ước Mới Lễ Vượt Qua
Một nhóm tín đồ trong Hội Thánh của Đức Chúa Trời Nhân Chứng Jesus đã ở lại tổng hội hội thánh tại Busan. Trong số đó có vợ Ahn Sahng-hong và ba người con của họ. Phân hội này ngày nay được gọi là Hội Thánh của Đức Chúa Trời Giao Ước Mới Lễ Vượt Qua. Con trai ông, Ahn Kwang-sup (sinh 1954) là một người có uy tín trong Hội thánh và tiếp tục giải thích về công việc của cha mình . Một nhà quan sát bên ngoài thăm viếng hội thánh và có nhận xét:
Lee Seung-yeon, in Modern Religion, February 2012